# Голицын, Пётр Александрович
Князь Пётр Александрович Голицын (28 марта 1771 — 5 декабря 1827) — русский военачальник, генерал-майор (с 7 мая 1803).
Из Голицыных-Алексеевичей. Третий сын полковника князя Александра Яковлевича Голицына (1729-79) от второго брака с Александрой Петровной Воейковой. Его отец был племянником московского губернатора Голицына Сергея Алексеевича.

## Биография
Родился 28 марта 1771 года. Дата вхождения в военную службу неизвестна. С 1 по 22 июля 1802 года — командир Елисаветградского Гусарского полка. С 7 мая 1803 по 26 июля 1809 года — шеф Литовского уланского полка.
В 1807 году в сражении при Пресиш-Эйлау командовал кавалерийской бригадой, за что награждён орденом Св. Георгия 4-й степени (№ 1748 (734); 8 апреля 1807). В 1809 году был переведён в Лейб-гвардии Уланский полк. В этом же году переведён в Лейб-гвардии Конный полк.
Умер 25 декабря 1827 года. Похоронен в некрополе Александро-Невской лавры в Санкт-Петербурге. В браке с Марией Павловной Стурдза (1780—1816) имел сына Григория (1805-65), предводителя дворянства Покровского уезда, умершего холостым.